# Tu seras duchesse
Pour plus de détails, voir Fiche technique et Distribution.
Tu seras duchesse est un film français réalisé par René Guissart, sorti en 1932.

## Fiche technique
- Titre : Tu seras duchesse
- Réalisation : René Guissart
- Scénario et dialogues : Yves Mirande
- Photographie : André Dantan
- Décors : Jacques-Laurent Atthalin et Henri Ménessier
- Musique : Francis Gromon
- Production : Les Studios Paramount
- Pays d'origine :  France
- Format :  Noir et blanc - 35 mm - Son mono
- Genre : Comédie
- Durée : 85 minutes
- Date de sortie : France - 12 février 1932

## Distribution
- Marie Glory
- Fernand Gravey
- André Berley
- Pierre Etchepare
- Paul Clerget
- Geneviève Doriane
- Jean Gobet
- Habib Benglia